# Imouraren S. A.
Die Imouraren S. A. ist ein Uranbergbau-Unternehmen in Niger. Es hat die Erlaubnis, den Tagebau Imouraren im Norden des Landes zu betreiben.
Das Unternehmen hat die Rechtsform einer Société Anonyme (S. A.). Der Unternehmenssitz ist in Niamey. Das Grundkapital beträgt 50 Milliarden CFA-Franc. Der französische Staatskonzern Areva besitzt 43,95 % der Aktien. Der nigrische Staat ist über die Société du Patrimoine des Mines du Niger (SOPAMIN) mit 33,35 % an der Imouraren S. A. beteiligt. Der staatlich dominierten französischen Elektrizitätsgesellschaft Électricité de France (EdF) gehören 12,7 % und dem staatlichen südkoreanischen Energieversorgungsunternehmen Korea Electric Power Corporation (KEPCO) 10 % der Aktien. Im März 2013 beschäftigte die Imouraren S. A. 270 Mitarbeiter und 1250 in der Zulieferung tätige Personen.

## Geschichte
Die Areva ist die Mehrheitseigentümerin zwei weiterer nigrischer Uranbergbau-Unternehmen, der 1968 gegründeten Société des Mines de l’Aïr (SOMAÏR) und der 1974 gegründeten Compagnie Minière d’Akouta (COMINAK). Die Areva erhielt 2006 die Genehmigung zur Erkundung der bereits 1966 entdeckten Uranlagerstätte Imouraren, die als die größte Afrikas gilt, und führte 2007 Studien zur Wirtschaftlichkeit und Auswirkung auf die Umwelt durch.
Am 5. Januar 2009 wurde für die Ausbeutung der Uranlagerstätte die Imouraren S. A. gegründet, an der anfangs nur die Areva mit 66,65 % und die SOPAMIN mit 33,35 % beteiligt waren. Als der französische Staatspräsident Nicolas Sarkozy zum nigrischen Staatspräsidenten Mamadou Tandja nach Niamey reiste, um die Interessen Arevas bezüglich Imouraren zu vertreten, nutzte Tandja dies, um sich die Unterstützung Frankreichs bei seinem Vorhaben zu sichern, eine in der Verfassung nicht vorgesehene dritte Amtszeit als Staatspräsident anzutreten. Später verkaufte die Areva Teile ihrer Aktien. Im Dezember 2009 erwarb KEPCO für eine Einmalzahlung von 170 Millionen Euro 10 % der Aktien einschließlich 10 % der zu erwartenden Uran-Produktion. In diesem Zusammenhang beteiligte sich KEPCO auch an der neu errichteten Urananreicherungsanlage Georges Besse II in Frankreich, die von der Areva-Tochterfirma Eurodif betrieben wird. Im Februar 2012 erhielt die EdF von der Areva einen Anteil von 12,7 % an der Imouraren S. A.
Die China Nuclear International Uranium Corporation (SinoU), eine Tochterfirma des chinesischen Staatsunternehmens China National Nuclear Corporation (CNNC), die in Niger bereits an der Société des Mines d’Azelik (SOMINA) beteiligt ist, stimmte im Januar 2013 zu, für 200 Millionen Euro einen 10-%-Anteil an der Imouraren S. A. von der Areva zu erwerben. Die Verhandlungen sind noch nicht abgeschlossen (Stand: April 2013). Der Produktionsbeginn im in Aufbau befindlichen Uranbergwerk Imouraren, der mehrmals nach hinten verschoben wurde, ist für 2015 angekündigt.